# Poltern (Sprechstörung)
Poltern ist eine Störung des Redeflusses bzw. eine Sprechstörung. „Poltern zeigt sich in einem gehäuften Auftreten phonetischer Auffälligkeiten wie Auslassungen und Verschmelzung von Lauten und Silbenfolgen, Lautersetzungen und Lautveränderungen, die häufig zur Unverständlichkeit von Äußerungen führen, bei einer hohen und/oder irregulären Artikulationsrate. Häufig treten zusätzlich Unflüssigkeiten in Form von Silben-, Wort-, Laut- und Satztteilwiederholungen auf.“
Als Synonyme für „Poltern“ werden auch Battarismus, Tachyphemie sowie Tumultus sermonis verwendet. Zeitweise wurde Poltern im deutschen Sprachraum auch als eine Paraphrasia praeceps bezeichnet.

## Symptomatik
Das Sprechen ist schwer verständlich durch Unregelmäßigkeiten und gestörten Sprechrhythmus, die Anläufe sind ruckhaft und schnell, das Satzmuster kann oft fehlerhaft sein. Neben dem überhasteten Sprechen sind Lautverschmelzungen (Elisionen) typisch, z. B. „Hatür“ statt „Haustür“. Es werden also oft (unbetonte) Silben verschluckt. Das Sprechen hört sich nicht fließend an, das heißt, es ist nicht klar, was der Betroffene sagen will. Das Sprechen zeigt einen erhöhten Anteil an auch normalerweise vorkommenden Unflüssigkeiten wie Interjektionen (z. B. „ähm“) und Revisionen (Satzumstellungen). Die Person, die poltert, zeigt wenig Anstrengung im Sprechen und wenig Nebenbewegungen (die bei Stottern häufiger vorkommen). Zwar besteht meist ein Störungsbewusstsein, aber in dem Moment, in dem die Probleme auftreten, fällt es Betroffenen schwer, diese zu identifizieren.
Neben dieser Symptomatik sind oft auch unorganisiertes Sprechen sowie wenig Bewusstsein über Sprechtempo und Redefluss wahrzunehmen (sekundäre Symptome). Es können Lernschwierigkeiten vorbekannt sein. Polterer können leicht ablenkbar und hyperaktiv sein und haben öfter eine kurze Aufmerksamkeitsspanne und Probleme bei der auditiven Verarbeitung.
Obwohl bis heute keine pathophysiologische Definition des Polterns existiert, zumal die Phänomenologie immer noch unklar, weil kaum erforscht ist, werden die möglichen Symptome in obligatorische und fakultative eingeteilt:

### Obligatorische Symptome
- Zu schnelle und unregelmäßige Sprechgeschwindigkeit
- Silben- bzw. Lautverschmelzungen (Elisionen), Lautersetzungen, Lautveränderungen und Versprecher
- Unflüssigkeiten und Embolophrasien (also Floskeln, Dehnungen, Satzabbrüche und Wiederholungen)

### Fakultative Symptome
- Sprachstörungen oder Sprachgestaltungsschwächen
- Semantische Störungen und Wortfindungsstörungen
- Pragmatische Störungen (also beeinträchtigte soziale Exekutivfunktionen)
- Aufmerksamkeitsstörungen

## Diagnose
Nach dem logopädischen Erstkontakt steht die Erhebung von Spontansprachproben im Vordergrund. Hierbei wird differenzialdiagnostisch zum Stottern abgegrenzt. Bei Kindern bis 7 Jahren erfolgt eine Überprüfung des Sprachverständnisses, ansonsten wird die orale Diadochokinese getestet, bevor Untersuchungen zur Variation des Sprechtempos und der kommunikativ-pragmatischen Fähigkeiten vorgenommen werden. Die Testung der auditiven Merkfähigkeit für Zahlen und Silbenfolgen, die Untersuchung zur willentlich deutlichen Artikulation anhand eines Lesetextes und die Überprüfung von sprachlicher Strukturierung schließen den logopädischen Erstkontakt ab. In einem späteren Folgetermin wird eine weiterführende Diagnostik vorgenommen.

### Klassifikation
Trotz bis heute ungeklärter Ätiologie wird Poltern in der ICD-10 unter die Gruppe Psychische und Verhaltensstörungen in der Untergruppe Andere Verhaltens- und emotionale Störungen mit Beginn in der Kindheit und Jugend subsumiert und differenzialdiagnostisch dem Stottern und den Ticstörungen gegenübergestellt.

## Ätiologie
Da kaum Forschung zum Thema Poltern stattfindet, ist die Ursache diese Redeflussstörung bisher ungeklärt, sodass nur Hypothesen zur Ätiologie existieren. Frühere Annahmen wie etwa die Hypothese, dass Poltern eine Verhaltensstörung sei, sind nicht haltbar. Heute werden teilweise Wahrnehmungs- und Verarbeitungsstörungen, Kontrollstörungen, Planungsstörungen, Timingstörungen im weitesten Sinn angeführt.

## Therapie
Poltern wird durch Logopäden behandelt. Festgelegte Therapieprogramme gibt es – anders als beim Stottern – allerdings nicht; polternde Patienten werden auch in Fluency-Shaping-Programmen behandelt. Die Therapie setzt meistens zuerst bei den psychosozialen Problemen an, die durch das Poltern verursacht werden, zugleich außerdem beim Redefluss, weil die Arbeit am Sprechtempo sehr wichtig ist. Es muss mit verschiedenen Sprechgeschwindigkeiten geübt werden, insbesondere die Pausensetzung ist zu beachten. Auch die Aussprache, Silbenausprägung und Sprachprobleme – sofern letztere bestehen – sind Bestandteil der Therapie. Falls neben Poltern auch eine Stottersymptomatik besteht, wird daran ebenfalls gearbeitet.

## Kenntnisstand und Forschung
Im Vergleich zum Stottern tritt Poltern relativ selten auf. Ferner gibt es nur wenig Fachliteratur hierüber. Nachdem viele Jahre kein Buch über diese Redeflussstörung erschienen ist, wurde 2004 eine medizinisch-logopädische Monographie der Logopädin Ulrike Sick veröffentlicht. Viele an Poltern interessierte Therapeuten (sowie auch Forscher und Betroffene) haben sich im Mai 2007 zur International Cluttering Association (ICA) vereint, um zukünftig verstärkt über die Störung zu forschen; zu diesem Zeitpunkt fand in Raslog, Bulgarien, der erste Weltkongress zum Thema Poltern statt. Die ICA möchte sich auf allen Ebenen mit dieser Störung befassen und hat unterschiedliche Ausschüsse für Forscher, Therapeuten und Betroffene gebildet. Sie ist in vielen Ländern vertreten, in Deutschland durch Manon Abbink-Spruit und Ulrike Sick.
2014 wurde unter der Leitung von Katrin Neumann mit einer größeren Polterstudie begonnen.